# Frea laevepunctata
Frea laevepunctata là một loài bọ cánh cứng trong họ Cerambycidae.